# Німці
Ні́мці (нім. Deutsche) — центральноєвропейський германський народ, корінне населення Німеччини. Носії німецької мови, що належить до германської групи індоєвропейських мов. Традиційно сповідують християнство — католицизм і лютеранство. Мешкають переважно в Німеччині, Австрії, Швейцарії. Мають численну діаспору в Америці, а також країнах Центрально-Східної Європи, що від часів середньовіччя були об'єктом німецької колонізації. До об'єднання Німеччини (1871) сформували десятки политій, що були об'єднані під егідою Священної Римської імперії (до 1806), а згодом — Пруссії (до 1871). Від XIII століття виконували роль культуртрегерів у Польщі, Чехії, Трансильванії, Україні, Росії, країнах Балтики. Розробили культуру міського права, самоврядування, цехів-гільдій, які поширилися в східноєвропейських країнах. У XVI столітті стали провідниками Реформації в Європі, а в XVII—XVIII століттях транслювали досягнення західноєвропейської цивілізації у східні країни. У XVIII столітті були творцями передової філософії, літератури, військової справи; зробили вагомий внесок у розвиток природничих і гуманітарних наук. У XX столітті спричинилися до розв'язання Першої і Другої світових воєн, внаслідок яких зазнали непоправних людських і матеріальних втрат, депортації зі східноєвропейських країн та іноземної окупації.

## Етнонім

Світло-блакитним кольором на мапі США показано графства та штати, у яких найбільшою етнічною групою є особи німецького походження.

Німці мають, мабуть, найбільше назв[джерело?], у різні часи та серед різних народів вони були і є відомими під різними назвами: німці, германці, дейтше, тедески, аллемани, готи, франки, тевтони, шваби. Так, фіни називають німців саксами, італійці — тедесками, норвежці і ісландці — тюсками (tysk, tysker). Балтійські народи, литовці — вокєчяй (vokiečiai), а латиші — ваціеші (vacieši).
Самоназва німців — «дойче», «Deutsch» почала вживатися приблизно в Х столітті, а за деякими джерелами ще раніше. Походить вона нібито від латинських teutoni (тевтони) та lingua teodisca — народна, тевтонська мова, на відміну від поширеної тоді латинської. Серед германців було багато різних племен, які жили між Рейном і Віслою, Дунаєм і Балтійським та Північним морями, а також у південній Скандинавії. Тевтони, одне з германських племен, нібито й походять з сучасної Данії.
Що ж до українського «Німеччина» чи «німці», то вважається, що ця назва у слов'янських мовах походить від слова «німий». Так нібито називали людей, які не говорили мовою слов'янських народів, причому не тільки німців, а й інших західних європейців.

## Історія
- Гоніння на німців (1944—1950)

## Релігія
За релігією традиційно всі німці були (римо)католиками, але сьогодні ними лише є південні німці; північні німці з XVI століття, часів Реформації, відкинули католицизм і стали протестантами, точніше — лютеранами. Німці були християнізованими під керівництвом Святого Боніфатія (бл. 675—754) у VIII столітті, тобто майже на 3 століття раніше від русинів (українців). Усе більше серед німців стає атеїстів.